# Онупрієнко Дмитро Платонович
Дмитро Платонович Онупрієнко (25 жовтня 1906, с. Шупики, Богуславська волость, Канівський повіт, Київська губернія, Російська імперія (нині Обухівського району, Київської області, Україна) — 22 листопада 1977, Москва) — радянський військовик, Герой Радянського Союзу (1943). Брав участь у радянсько-фінській та німецько-радянській війнах.

## Життєпис
Народився 25 жовтня 1906 року в селі Шупики (нині Обухівського району, Київської області, Україна) у селянській родині. Українець. Закінчив 7 класів школи. Працював на лісозаготівлях.
З 1925 року у РСЧА. Член ВКП(б) з 1930 року.
У 1928 році закінчив Київське військове піхотне училище. Служив у прикордонних військах (у Західній Україні): у 1928—1932 — помічником начальника застави, командиром взводу та начальником застави у 23-му прикордонному загоні, у 1932—1935 — інструктором та старшим інструктором стройової підготовки 2-го прикордонного загону.
1938 року Військову академію імені М. В. Фрунзе. З листопада 1938 року — старший помічник начальника 1-го відділення Відділу навчальних закладів Головного управління прикордонних і внутрішніх військ НКВС, у березні 1939 — березні 1941 року — заступник начальника Головного управління конвойних військ НКВС.
Брав участь у радянсько-фінській війні 1939—1940 років на посаді заступника командира Особливого загону військ НКВС Північно-Західного фронту.
У березні—червні 1941 року — заступник начальника Управління оперативних військ НКВС, з червня 1941 року — начальник штабу Московського військового округу.
На фронтах німецько-радянської війни з червня 1941 року. Командир 6-ї гвардійської стрілецької дивізії (13-ї армії Центрального фронту) гвардії генерал-майор Д. П. Онупрієнко вміло організував форсування Дніпра 31 вересня 1943 року на ділянці села Теремці (Чорнобильський район Київська область). Дивізія розбила противника і форсувала річку Прип'ять в районі сіл Паришів і Ладижичі (Чорнобильський район Київської обл.) і оволоділа плацдармом. За час наступаючих боїв дивізією було захоплено в полон до 500 гітлерівців та знищено до 10000. Захоплено наступні трофеї: коней — 200, кулеметів — 254, гармат — 21, бронемашин — 2, авто легкових — 3, вантажівок — 30, тракторів — 2, мотоциклів — 16, рацій різних систем — 16, САУ «Фердинанд» — 3, та ще багато ворожої техніки знищено.
Після війни продовжував службу у Радянській армії. До 1952 року командував стрілецькими корпусами у Львівському, Закавказькому та Далекосхідному військових округах. У 1952 році закінчив Вищі академічні курси при Вищій військовій академії імені К. Є. Ворошилова (нині — Військова академія Генерального штабу рф). Командував гірничо-стрілецьким корпусом (у Прикарпатському військовому окрузі). 
З березня 1957 року генерал-лейтенант Д. П. Онупрієнко — у відставці. Мешкав у Москві. 
Помер 22 листопада 1977 року. Похований на Кунцевському цвинтарі у Москві (ділянка № 10).

## Звання та нагороди
За вміле командування дивізією та виявлені мужність та героїзм Указом Президії Верховної Ради СРСР від 16 жовтня 1943 року гвардії генерал-майору Онупрієнку Дмитру Платоновичу присвоєно звання Героя Радянського Союзу з врученням ордена Леніна (№ 13496) та медалі «Золота Зірка» (№ 1787).
Також нагороджений:
- ще одним орденом Леніна (15.11.1950);
- 5-ма орденами Червоного Прапора (2.01.1942; 14.07.1943; 21.07.1944; 6.11.1945; 26.10.1955);
- орденом Кутузова І (27.06.1945) та II ступенів (6.04.1945);
- орденом Суворова II ступеня (23.09.1943);
- орденом Червоної Зірки (3.11.1944);
- медалями.

Військові звання:
- Генерал-майор (7.12.1942);
- Генерал-лейтенант (27.06.1945).

## Вшанування
Ім'я Дмитра Платоновича Онупрієнка присвоєне 6-й гвардійській стрілецькій дивізії, якою він командував. Також на його честь у місті Шостка Сумської області названо вулицю.